# Dean Lukin
Dinko Lukin, dit Dean Lukin (né le 26 mai 1960 à Port Lincoln), est un haltérophile australien.
Il est sacré champion olympique en 1984 à Los Angeles en plus de 110 kg. Lukin obtient une médaille d'or aux Championnats du monde en 1984 ainsi que deux médailles d'or, en 1982 et 1986 aux Jeux du Commonwealth.